# Gabriel Erici Emporagrius
Gabriel Erici Emporagrius, född 1565 i Torsåker socken, Gästrikland, död 18 maj 1632 i Fittja, Uppland, var en svensk krigspräst och kyrkoherde.

## Biografi
Gabriel Emporagrius var son till kyrkoherden och riksdagsmannen i Torsåker Ericus Svenonius Emporagrius. Han blev prästvigd 1590 och sockenpräst i Torsåker samma år. Gabriel Emporagrius underskrev liksom fadern Uppsala mötes beslut 1593. Han bevistade slaget vid Stångebro 1598 i egenskap av Hertig Karls krigspräst. Gabriel Emporagrius blev kyrkoherde i Årsunda pastorat 1601 och i Fittja pastorat 1612. 
Han var gift med Dorothea Olofsdotter som uppges vara syster till kyrkoherden i Lövångers socken Christopher Olai Gestricius. Barnen stannade alla i prästeståndet. Sonen Ericus Gabrielis Emporagrius blev sedermera biskop i Strängnäs stift.